# 戸田氏倚
戸田 氏倚（とだ うじより、安永2年（1773年） - 天保8年10月25日（1837年11月22日））は、江戸時代後期の高家旗本。戸田氏朋の長男。生母は戸田氏。通称は文太郎、図書。官位は正四位下左少将、備前守。
寛政元年（1789年）5月15日、将軍徳川家斉に御目見する。寛政10年（1798年）9月14日、高家見習に就任する。12月16日、従五位下侍従・備後守に叙任する。後に正四位下に昇進、備前守に改める。文化7年（1810年）12月22日、父氏朋の死去により家督を相続した。12月24日、高家肝煎職に就く。天保5年（1834年）9月5日、病気を理由に辞任する。天保6年（1835年）4月10日、隠居し息子氏敏に家督を譲る。隠居後、松心と号す。天保8年（1837年）10月25日死去、65歳。
正妻は戸田氏紹の娘。後妻は松平定休の娘。長男氏敏、次男豊常（岡部豊矩養子）、四男氏恒（品川氏繁養子）ら4男4女あり。